# Јелисавац
Јелисавац (словен. Jelisavec) насељено је место у саставу града Нашица у Осјечко-барањској жупанији, Република Хрватска.

## Историја
До територијалне реорганизације у Хрватској налазио се у саставу старе општине Нашице.

## Становништво
На попису становништва 2011. године, Јелисавац је имао 1.265 становника.

## Попис1991.
На попису становништва 1991. године, насељено место Јелисавац је имало 1.323 становника, следећег националног састава:
| Попис 1991.‍   | Попис 1991.‍  | Попис 1991.‍ | Попис 1991.‍ | Попис 1991.‍ |
| ------------- | ------------ | ----------- | ----------- | ----------- |
|               |              |             |             |             |
| Словаци       | Словаци      |             | 906         | 68,48%      |
| Хрвати        | Хрвати       |             | 360         | 27,21%      |
| Муслимани     | Муслимани    |             | 19          | 1,43%       |
| Роми          | Роми         |             | 6           | 0,45%       |
| Југословени   | Југословени  |             | 3           | 0,22%       |
| Срби          | Срби         |             | 3           | 0,22%       |
| Пољаци        | Пољаци       |             | 2           | 0,15%       |
| неопредељени  | неопредељени |             | 3           | 0,22%       |
| непознато     | непознато    |             | 21          | 1,58%       |
| укупно: 1.323 |              |             |             |             |